# 간노촌 (효고현 시소군)
간노촌(神野村)은 효고현 시소군에 설치되었던 촌이다. 현재의 시소시에 해당한다.
1955년, 조시타촌, 야마사키정, 가와히가시촌, 도하라촌,, 쓰타자와촌, 히지마촌과 합병해 새로운 야마자키정이 되었기 때문에 자치체로서는 소멸하였다.

## 역사
- 1889년 4월 1일 - 정촌제 시행에 수반해 시소군 간노촌이 성립하였다.
- 1955년 7월 20일 - 조시타촌, 야마사키정, 가와히가시촌, 도하라촌,, 쓰타자와촌, 히지마촌과 합병해 새로운 야마사키정이 성립하였기 때문에 소멸하였다.